# Flabellum messum
Flabellum messum är en korallart som beskrevs av Alcock 1902. Flabellum messum ingår i släktet Flabellum och familjen Flabellidae. Inga underarter finns listade i Catalogue of Life.